# 卢金堂
卢金堂（1910年—1986年3月16日），男，河北藁城张家庄镇三邱村人。1930年6月加入中国共产党，同年参加中国的共产主义运动。

## 生平
历任小学教师、抗日义勇军五支队参谋、政治部主任，抗日战争时期的藁城游击队大队长，藁城、清苑、青县抗日战争时期的县长、华北联合大学班主任、党委秘书、联大教育学院教育系主任，晋察冀边区联合中学第四中学校长，保定市文教局长，河北北京中学校长、河北北京师专副校长、华北人民大学党委书记兼校长、河北北京师范学院院长（今河北师范大学）兼党委书记等职，北京市一、二、三届人大代表。
1986年3月16日在北京逝世，享年76岁。